# Dilorom Toshmuhamedova

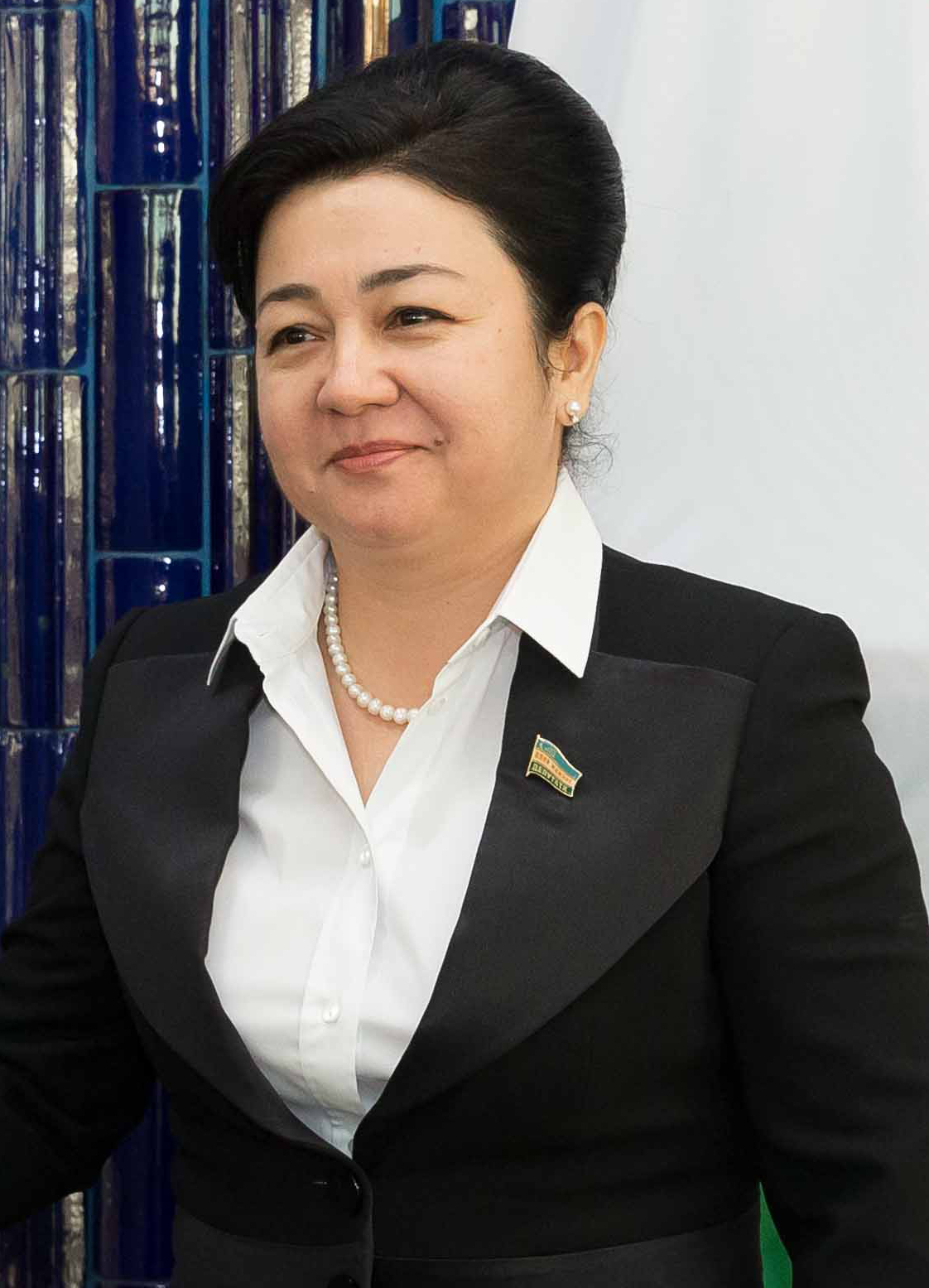
2013

Dilorom Gʻofurjonovna Toshmuhamedova (russisch Дилором Гафурджановна Ташмухамедова Dilorom Gafurdschanowna Taschmuchamedowa; * 19. Februar 1962 in der Provinz Taschkent, Usbekische SSR) ist eine usbekische Politikerin. Sie war von 2008 bis 2015 Vorsitzende der Gesetzgebenden Kammer des Oliy Majlis der Republik Usbekistan.

## Leben
Nach ihrem Schulabschluss 1978 machte Toshmuhamedova 1984 ihren Abschluss am Staatlichen Medizinischen Institut in Taschkent. 1993 verteidigte sie ihre Dissertation und erlangte den Grad Kandidatin der medizinischen Wissenschaften. 2003 schloss sie ein Masterstudium an der Fakultät für internationale Beziehungen und externe Wirtschaftsbeziehungen der Akademie für Staats- und Gesellschaftsbau beim Präsidenten der Republik Usbekistan ab.
Von 2001 bis 2004 war sie Abgeordnete des Oliy Majlis der Republik Usbekistan. Bei der Parlamentswahl in Usbekistan 2004/05 wurde sie zur Abgeordneten der Gesetzgebenden Kammer des Oliy Majlis gewählt. 2005 wurde sie zur ersten Sekretärin des Politischen Rates der Partei Adolat und zu deren Fraktionsvorsitzender gewählt. Im Juli 2007 wurde sie zur stellvertretenden Vorsitzenden der Gesetzgebenden Kammer gewählt. Vom 23. Januar 2008 bis 2015 war sie Vorsitzende der Gesetzgebenden Kammer des Oliy Majlis. Seit Januar 2020 ist sie Abgeordnete des Senats des Oliy Majlis und dort stellvertretende Vorsitzende des Ausschusses für Jugend, Kultur und Sport.
Am 3. November 2007 wurde sie auf dem Parteitag von Adolat zur Kandidatin bei der Präsidentschaftswahl in Usbekistan 2007 gewählt, bei der sie 2,94 % der Stimmen erhielt.
Von 2018 bis Februar 2020 war sie Direktorin des wissenschaftlich-praktischen Forschungszentrums Oila.
Am 22. Dezember 2019 wurde sie zur Abgeordneten des Stadtrats von Taschkent gewählt.
Toshmuhamedova wurde 2006 mit dem Orden der Freundschaft ausgezeichnet.